# مارج اندرسون
مارج اندرسون (انگلیسی: Marge Anderson) , (زاده:۲۱ آوریل ۱۹۳۲ - درگذشته: ۲۹ ژوئن ۲۰۱۳) سیاستمدار اهل ایالات متحده آمریکا در منطقه سرخپوستان در مرکز ایالت مینه‌سوتا بود.

## زندگی‌نامه
میل الدر مارج اندرسون در منطقه سرخپوستان میل لکس در مرکز مینه‌سوتا متولد شد و بیش از ۳۰ سال در قبیله بند رشد کرد و در سال ۱۹۷۶ خدمات عمومی خود را در منطقه مرکزی مینه سوتا آغاز کرد. او پس از مرگ آرتور گابو در سال ۱۹۹۱ به عنوان دبیرکل گروه میل لکس بند انتخاب شد. او در سال ۱۹۹۲ با حفظ پست رسمی خود به‌عنوان رئیس اجرایی انتخاب شد و دوباره در سال ۱۹۹۶ برای برای بار دیگر نیز انتخاب گردید. در سال ۲۰۰۰، ملانی بنجامین (رهبر اوجی‌بو) به عنوان رئیس اجرایی تا دسامبر ۲۰۰۸ جایگزین وی شد. سپس در سال ۲۰۱۲ بنجامین مجدداً در انتخابات بعدی کرسی را از او گرفت؛ و او مجدداً به عنوان رئیس اجرایی خدمت کرد، اندرسون اولین زنی بود که رهبری گروه لکس اوجی‌بو را برعهده داشت و در واقع اولین زنی بود که قبائل اهل مینه‌سوتا را رهبری کرد. مارج اندرسون در طول دوره تصدی‌اش به عنوان مدیر اجرایی خدمات زیادی انجام داد از جمله بازسازی مدارس جدید، کلینیک‌ها، مراکز اجتماعی، مسکن، یک کارخانه تصفیه آب و دیگر زیرساخت‌های شهری. تلاش‌های او برای تقویت حاکمیت خودمختار قبیله‌ای و افزایش خودکفایی سرخپوستان به رسمیت شناخته شد.

## مرگ
مارج اندرسون در ۲۹ ژوئن ۲۰۱۳ در شهر کوچک اونامیا در ایالت مینه‌سوتا درگذشت.